# Estádio de Canoagem Slalom

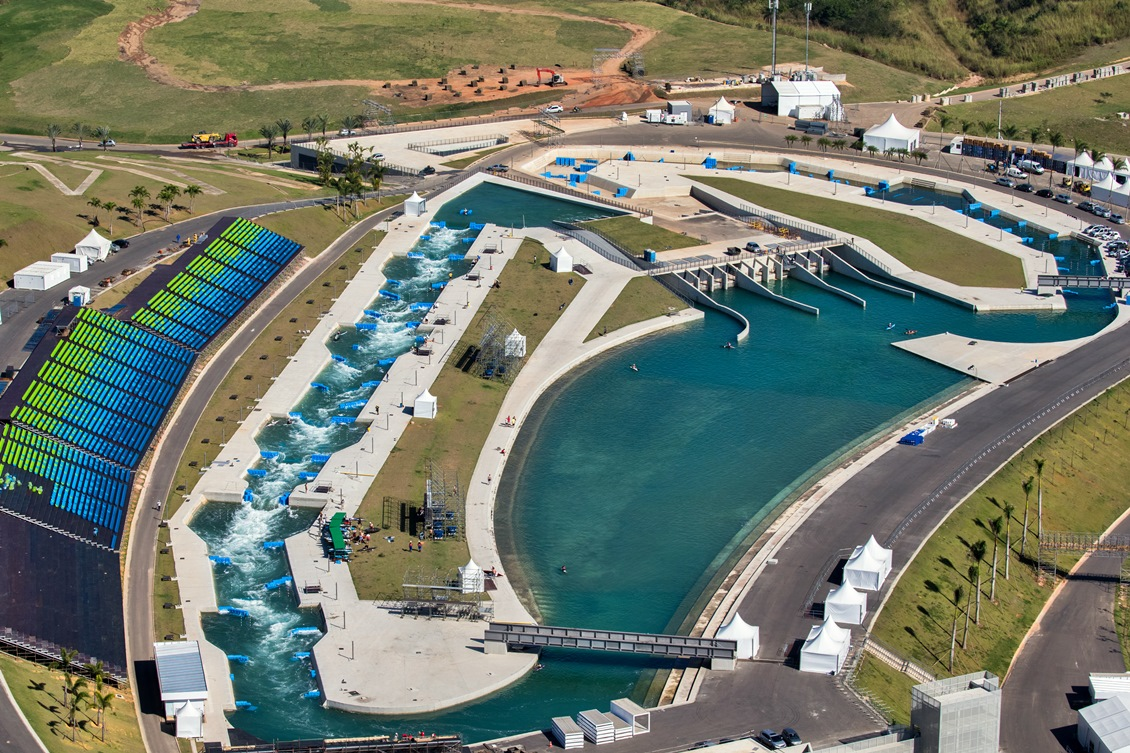
Estádio de Canoagem Slalom

Estádio de Canoagem Slalom é um local de remo de águas bravas, construído para sediar os eventos de canoagem slalom para os Jogos Olímpicos de 2016 no Rio de Janeiro. O estádio faz parte do complexo esportivo 'X-Park' (que inclui BMX e Mountain Bike) localizado em Deodoro.